# Лариса (спътник)
Вижте пояснителната страница за други значения на Лариса.
Лариса е петият по ред на откриване естествен спътник на Нептун, носещ още алтернативното означение Нептун 7.
Открит е от Харолд Ретсема, Уилям Хубарт, Лари Лебовски и Дейвид Толен на 24 май 1981 г. при наземни окултационни наблюдения, като му е дадено предварителното означение S/1981 N 2. Откритието е публикувано на 15 януари 1982 г. (Science, брой 215, страници 289-291). Спътникът впоследствие е изгубен и е намерен отново от Вояджър 2 при посещението му на системата на Нептун през 1989 г. Този път на обекта е дадено означението S/1989 N 2. Стивън Синот оповестява, че заснетият от Вояджър обект е същият, който е наблюдаван през 1981 г.
Лариса има неправилна форма, с множество кратери на повърхността и без следи от геологична активност. Поради под-стационарната орбита, орбиталният радиус на спътника бавно намалява поради приливните сили на Нептун и в далечното бъдеще той ще се разпръсне във формата на планетарен пръстен или ще бъде погълнат от атмосферата на планетата.